# Hans Vogt (Politiker)
Hans Vogt (* 7. Oktober 1951 in Görwihl) ist ein baden-württembergischer Politiker der SPD.

## Leben und Beruf
Hans Vogt wuchs im Markgräflerland auf und besuchte die Hauptschule in Grißheim. Anschließend absolvierte er bis 1969 eine Lehre zum Fernmeldehandwerker bei der Deutschen Bundespost. Er war dort bzw. bei der Deutschen Telekom bis 1999 beschäftigt. 1978 erlangte er die Fachschulreife und wurde 1981 im Rahmen der innerbetrieblichen Fortbildung Nachrichten-Ingenieur. 1999 machte er sich als Coach selbständig. Vogt ist verheiratet und hat zwei Kinder.

## Politik
Vogt trat 1975 der SPD bei. Er war Vorsitzender der SPD-Ortsvereine in Gottenheim und Umkirch und von 1993 bis 1998 Vorsitzender des SPD-Kreisverbands Breisgau-Hochschwarzwald. Von 2000 bis 2001 war er Abgeordneter im Landtag von Baden-Württemberg, in dem er in Nachfolge von Ulrich Brinkmann das Zweitmandat des Wahlkreises Breisgau vertrat.